# کنکورد، نیوهمپشر
کنکورد پایتخت ایالت نیوهمپشر در کشور آمریکا است.
خانه ملت نیوهمپشر در اینجا قرار دارد.

## نگارخانه

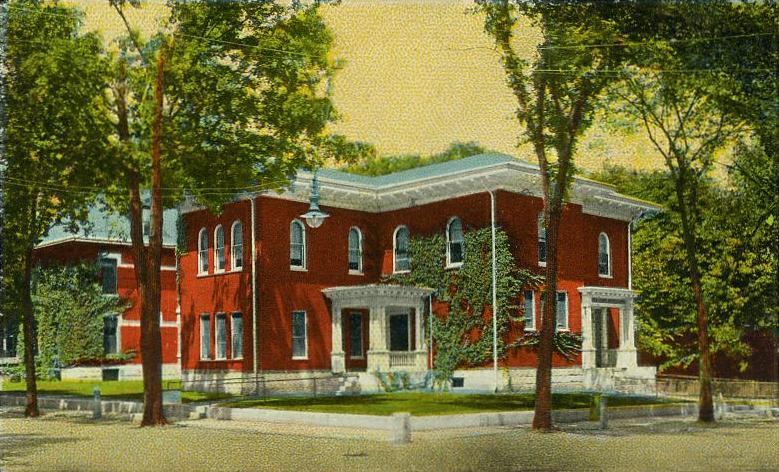